# Наволок (Западнодвинский район)
Наволо́к (также На́волоки и Наволо́ка) — покинутая постоянными жителями деревня в Западнодвинском районе Тверской области России. Входит в состав Западнодвинского сельского поселения. До 2006 года — в составе Улинского сельского округа.

## География
Находится в 20 км (по прямой) к северо-западу от районного центра города Западная Двина, на северном берегу озера Песно. К северу от деревни проходит автомагистраль М9«Балтия».

## Название
Название деревни в различных источниках упоминается как Наволо́к, Наволо́ка или На́волоки и происходит от слова наволок — низменный берег, пойма, заливной луг, куда (в т.ч., при разливах реки) наносится много грунта, плавуна и т.п.

## История

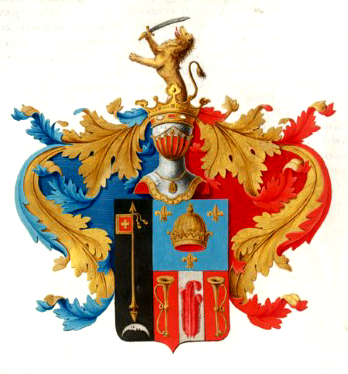
Герб рода Челищевых, владельцев села Наволок.

В Средние века на этой территории проживали вятичи от которых сохранилось городище и несколько групп курганов. Списке населенных мест Псковской губернии по сведениям за 1872−77 годы в Торопецком уезде при озере Песно значится усадьба Наволок — 6 дворов, 8 жителей. Владельцами усадьбы были представители старинного рода  Челищевых, обрусевших потомков императора Священной Римской империи Оттона III. Их семейный склеп находится на кладбище в селе Песно при Преобжееской церкви, что от Наволока через озеро (в настоящее время храм и склеп разорены). В храм каждое воскресенье на молебен на лодке плавала помещица Челищева. Скорее всего храм строился именно на её средства.
В 1940 году деревня Наволок (Наволока) в составе Улинского сельсовета Октябрьского района Калининской области.

## Население
| Год     | Численность, чел.        |
| ------- | ------------------------ |
| 1872−77 | 8                        |
| 2002    | 2 (1 мужчина, 1 женщина) |
| 2008    | 1                        |
| 2010    | 0                        |
| 2013    | 0                        |